# بترومنت
بترومنت «الإسكندرية للصيانة البترولية» أو (بالإنجليزية: APM - Alexandria Petroleum Maintenance Co)‏ هي إحدى شركات قطاع البترول المصري, والتي تأسست عام 1997 وفقا لأحكام قانون ضمانات وحوافز الإستثمار رقم 8 لسنة 1997 كشركة مساهمة مصرية.

## نشاط الشركة
- تعرف الشركة على أنها الشركة الأكثر حداثة في مجالات الصيانة المبتكرة والتجديدات والإنشاءات في مصر والشرق الأوسط وأفريقيا.
- لديها فنون التكنولوجيا الحديثة والعمالة المجهزة بشكل صحيح والمؤهلين بدرجة عالية والمهرة، تقدم الشركة مجموعة كبيرة من الخدمات والحلول لتحقيق أهداف عمل عملائنا وخطتهم .
- تعتبر الشركة مزود من الدرجة الأولى بخدمات الصيانة على المستوى العالمي والصيانة الفورية والإنشاءات وخدمات التعديلات .

## المساهمين
يساهم في رأسمال الشركة كل من:-
- ميدتاب - الشرق الأوسط للصهاريج وخطوط أنابيب البترول: 17.8%
- بتروجيت - المشروعات البترولية والاستشارات الفنية: 13.3%
- غاز مصر: 13.3%
- الإسكندرية للبترول: 7.1%
- العامرية لتكرير البترول: 7.1%
- البتروكيماويات المصرية: 7.1%
- أسهم عامة: 34.3%

## رؤساء الشركة
- ابراهيم مطاوع
- خالد ابراهيم
- احمد علام
- أحمد فؤاد [1]
- نائل درويش.[2]
- وجيه الجيشي.[3]
- ياسر المغربي.[4]
- محمد عبد الرحمن حتحوت.[5]
- يسري المهداوي.[6]
- مصطفى الطوخي.[7]